# Kabinet-Bouterse II
Het kabinet-Bouterse II was een Surinaams kabinet onder leiding van president Desi Bouterse. In deze periode was Ashwin Adhin (NDP) vicepresident. Het kabinet regeerde van 12 augustus 2015 tot en met 16 juli 2020 en volgde op de verkiezingen van 25 mei 2015.
Enkele dagen na de regeringswisseling en zijn vertrek als minister van Justitie en Politie zegde Stuart Getrouw het lidmaatschap van de Nationale Democratische Partij (NDP) op. Als reden gaf hij op dat er tijdens zijn ministerschap een ernstige inbreuk op zijn integriteit zou zijn gemaakt.

## Economie

### Crisis in 2016
Na een geldverslindende verkiezingsstrijd volgde opnieuw een kabinet-Bouterse. Zijn kabinet had 26 zetels en kon zonder steun van andere partijen in De Nationale Assemblée regeren. In de periode van 2012 tot 2016 was de economie teruggelopen van een groei met 5% naar een krimp met 10,4% op jaarbasis. In 2016 was er sprake van een hyperinflatie van 55%.

### Stabiel beleid van Glenn Gersie
Een stijgende goudproductie en goudprijs en stabiel monetair beleid van bankgovernor Glenn Gersie zorgden ervoor dat de Surinaamse dollar in 2017 en 2018 weer tot rust kwam.
Tijdens het tweede kabinet-Bouterse is Suriname een groot aantal buitenlandse leningen aangegaan, waaronder 270 miljoen Amerikaanse dollar van de Inter-Amerikaanse Ontwikkelingsbank, 98 miljoen USD bij buitenlandse banken en financiële instellingen en 150 miljoen USD voor de overname van de Afobakadam. Om de uitgaven van de regering te kunnen doen, verhoogde de regering onder groot protest van de oppositie en maatschappelijke groeperingen het kredietplafond van de staatsschuld van 60 naar 95 procent. Ondanks dat het beleid van Gersie z'n vruchten afwierp, werd hij in het voorjaar van 2019 door Bouterse ontslagen.

### Benoeming van Robert-Gray van Trikt
Bouterse verving Gersie voor de regeringsgezinde governor Robert-Gray van Trikt, een zoon van onderwijsminister Lilian Ferrier. Vergelijkbaar met de situatie voor de verkiezingen van 2015, vreesden economen en de oppositie dat de regering opnieuw geld wil bijdrukken, om in aanloop naar de verkiezingen van 2020 over meer financiële middelen te beschikken om kiezers te winnen. De koers van de Surinaamse dollar stond vier maanden na zijn benoeming opnieuw onder druk.
Fitch Ratings verlaagde de kredietwaardigheid van Suriname op 22 november 2019 naar B- met negatieve vooruitzichten. Op 7 januari 2020 werd olie gevonden voor de kust van Suriname door het Amerikaanse Apache Corporation en het Franse Total S.A. De verwachting is dat het daarna nog vijf tot zeven jaar duurt – meer dan een regeringstermijn – voordat de eerste olie uit de zeebodem kan worden gehaald. Ook zal Suriname nog onderhandelingen met de oliemaatschappijen moeten starten, om van de olieopbrengsten te kunnen profiteren; over de overeenkomst die de regering met Alcoa maakte over de Afobakadam was eerder veel onvrede. Op 16 januari 2020 werd de rating van Fitch verder verlaagd naar CCC, wat ook wel het junk-niveau wordt genoemd. In vier jaar tijd, van 2015 tot 2019, werd de schuldenlast van Suriname bijna verdubbeld. Daarnaast incasseerde het tweede kabinet-Bouterse tussen 2015 en 2020 twee tot vier miljard dollar minder belastingen per jaar. In maart 2020 was de inflatie ten opzichte van een jaar eerder 17,6%.

### Verdwenen miljoenen bij de Centrale Bank van Suriname
Losstaand van de gewijzigde Fitch-rating, stapte CBvS-governor Van Trikt op 18 januari op vanwege misstanden. De dag erna diende ook de vice-governor, Ingeborg Geduld-Nijman, haar ontslagbrief in. Vervolgens bleek enkele weken later dat er rond de 100 miljoen USD is verdwenen bij de CBvS. Hierbij gaat het om geld waarvan de CBvS de commerciële banken had opgedragen om de kasreserve in vreemde valuta bij de CBvS onder te brengen. Oppositie en de vakbonden reageerden geschokt, omdat dit geld door burgers aan de banken was toevertrouwd. Vicepresident Ashwin Adhin liet weten dat het geld door de regering werd opgemaakt aan interventies op de valutamarkt en de import van consumptiegoederen. Volgens de Surinaamse Bankiers Vereniging misbruikte de regering 100 van de 426 miljoen dollar uit de kasreserveregeling en moeten de verantwoordelijken vervolgd worden. Ze nam het doel op zich om het gat te dichten zodat wat over is beschermd kan worden. Van Trikt werd op 21 februari 2020 opgevolgd door Maurice Roemer. Op 7 april 2020 maakte minister van Financien, Gillmore Hoefdraad, bekend dat Suriname niet in staat is zich te houden aan de aflossingsafspraken van de miljoenenlening die nodig was voor de overname van de Afobakadam, waardoor het rentepercentage structureel met drie procent is verhoogd. Daarbovenop is de coronacrisis in Suriname gekomen die de zwakke economie nog verder belast. Uit een peiling onder de lezers op de website van Dagblad Suriname blijkt circa twee weken voor de verkiezingen van 2020 dat 91% zich zorgen maakt om de schulden die Suriname moet aflossen. Na afloop van de regering-Bouterse II berekende de nieuwe minister van Financiën, Armand Achaibersing, dat Suriname pas in 2035 alle gemaakte schulden afbetaald zal hebben.

### Fitch-rating verlaagd naarjunk-status
Op 13 juli 2020, de dag dat Chan Santokhi en Ronnie Brunswijk tot president en vicepresident werden gekozen en de regeringswissel een feit werd, riep Fitch de junk-status uit over Suriname, de laatste rating-score die ook wel als de laatste stap voor een faillissement van een land wordt gezien. Standard & Poor's volgde een dag later met dezelfde score. De inflatie was op 4 augustus gestegen naar 35% in een jaar tijd en de waarde van de Surinaamse dollar was in het laatste deel van de regering-Bouterse gehalveerd ten opzichte van de Amerikaanse.
Na het terugtreden van het kabinet bleken tal van malversaties en mismanagement, waaronder dat Hoefdraad en Bouterse hadden verboden om jaarverslagen van de CBvS te publiceren, hoewel dat wettelijk verplicht is. Uiteindelijk werden de jaarverslagen van 2016 tot en met 2018 door het kabinet-Santokhi gepubliceerd in januari 2022.
Begin 2021 werden jarenlange gevangenisstraffen uitgesproken tegen Hoefdraad (in hoger beroep, bij verstek), en in eerste aanleg tegen Van Trikt, diens zakenpartner Ashween Angnoe, ex-SPSB-directeur Ginmardo Kromosoeto en ex-directeur Legal, Compliance & International Affairs van de CBvS Faranaaz Alibaks-Hausil.

## Samenstelling

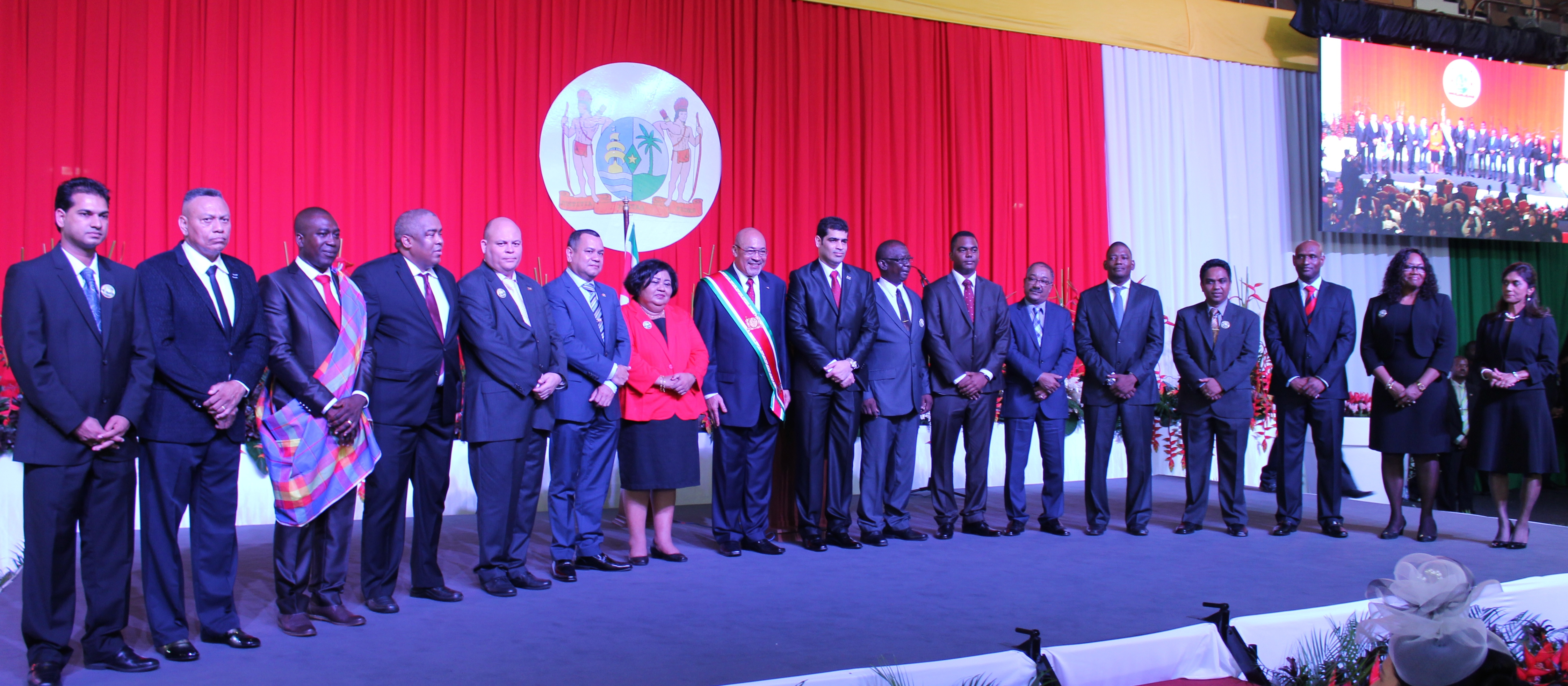
Samenstelling in 2015

Bouterse I en II kenmerkten zich door de vele herschikkingen, door hemzelf reshuffling genoemd. In het kabinet-Bouterse II hadden de volgende ministers zitting:
| Ministerie                                 | Minister                | Partij     | Van  | Tot  | Opmerking  |
| ------------------------------------------ | ----------------------- | ---------- | ---- | ---- | ---------- |
| Arbeid                                     | Soewarto Moestadja      | NDP        | 2015 | 2020 |            |
| Binnenlandse Zaken                         | Mike Noersalim          |            | 2015 | 2020 |            |
| Buitenlandse Zaken                         | Niermala Badrising      |            | 2015 | 2017 |            |
| Buitenlandse Zaken                         | Yldiz Pollack-Beighle   | NDP        | 2017 | 2020 |            |
| Defensie                                   | Ronni Benschop          |            | 2015 | 2020 |            |
| Financiën                                  | Gillmore Hoefdraad      | NDP        | 2015 | 2020 |            |
| Justitie en Politie                        | Jennifer van Dijk-Silos | NDP        | 2015 | 2017 |            |
| Justitie en Politie                        | Ferdinand Welzijn       |            | 2017 | 2017 | waarnemend |
| Justitie en Politie                        | Eugène van der San      |            | 2017 | 2017 |            |
| Justitie en Politie                        | Ferdinand Welzijn       |            | 2017 | 2018 | waarnemend |
| Justitie en Politie                        | Stuart Getrouw          | NDP        | 2018 | 2020 |            |
| Landbouw, Veeteelt en Visserij             | Soeresh Algoe           | NDP        | 2015 | 2018 |            |
| Landbouw, Veeteelt en Visserij             | Lekhram Soerdjan        | partijloos | 2018 | 2019 |            |
| Landbouw, Veeteelt en Visserij             | Rabin Parmessar         | NDP        | 2019 | 2020 |            |
| Natuurlijke Hulpbronnen                    | Regilio Dodson          | DOE        | 2015 | 2019 |            |
| Natuurlijke Hulpbronnen                    | Sergio Akiemboto        | NDP        | 2019 | 2020 |            |
| Onderwijs, Wetenschap en Cultuur           | Robert Peneux           |            | 2015 | 2018 |            |
| Onderwijs, Wetenschap en Cultuur           | Lilian Ferrier          |            | 2018 | 2020 |            |
| Handel, Industrie en Toerisme              | Sieglien Burleson       | NDP        | 2015 | 2017 |            |
| Handel, Industrie en Toerisme              | Ferdinand Welzijn       |            | 2017 | 2018 |            |
| Handel, Industrie en Toerisme              | Stephen Tsang           | NDP        | 2018 | 2020 |            |
| Transport, Communicatie en Toerisme        | Andy Rusland            | NDP        | 2015 | 2017 |            |
| Transport, Communicatie en Toerisme        | x                       |            | 2017 | 2020 | opgeheven  |
| Openbare Werken, Transport en Communicatie | Siegfried Wolff         |            | 2015 | 2017 |            |
| Openbare Werken, Transport en Communicatie | Jerry Miranda           | NDP        | 2017 | 2018 |            |
| Openbare Werken, Transport en Communicatie | Patrick Pengel          | NDP        | 2018 | 2019 |            |
| Openbare Werken, Transport en Communicatie | Vijay Chotkan           | NDP        | 2019 | 2020 |            |
| Regionale Ontwikkeling                     | Edgar Dikan             | BEP        | 2015 | 2020 |            |
| Ruimtelijke Ordening, Grond- en Bosbeheer  | Steven Relyveld         | NDP        | 2015 | 2017 |            |
| Ruimtelijke Ordening, Grond- en Bosbeheer  | Roline Samsoedien       | NDP        | 2017 | 2019 |            |
| Ruimtelijke Ordening, Grond- en Bosbeheer  | Lekhram Soerdjan        | partijloos | 2019 | 2020 |            |
| Sociale Zaken en Volkshuisvesting          | Joan Dogojo             | NDP        | 2015 | 2017 |            |
| Sociale Zaken en Volkshuisvesting          | Cristien Polak          | NDP        | 2017 | 2019 |            |
| Sociale Zaken en Volkshuisvesting          | André Misiekaba         | NDP        | 2019 | 2020 |            |
| Sport- en Jeugdzaken                       | Faizal Abdoelgafoer     | NDP        | 2015 | 2017 |            |
| Sport- en Jeugdzaken                       | Joan Dogojo             | NDP        | 2017 | 2018 |            |
| Sport- en Jeugdzaken                       | Lalinie Gopal           |            | 2018 | 2020 |            |
| Volksgezondheid                            | Patrick Pengel          | NDP        | 2015 | 2018 |            |
| Volksgezondheid                            | Antoine Elias           |            | 2018 | 2020 |            |